# Cuvillers
Cuvillers é uma comuna francesa na região administrativa de Altos da França, no departamento do Norte. Estende-se por uma área de 2.83 km². Em 2010 a comuna tinha 200 habitantes (densidade: 70,7 hab./km²).